# وایت مارش (ویرجینیا)
وایت مارش (به انگلیسی: White Marsh) یک منطقهٔ مسکونی در ایالات متحده آمریکا است که در شهرستان گلاستر، ویرجینیا واقع شده‌است. وایت مارش ۱۵٫۸۵ متر بالاتر از سطح دریا واقع شده‌است.